# Чикаренко
Чикаренко (до 1948 года Но́вый Кипча́к; укр. Чикаренко, крымскотат. Yañı Qıpçaq, Янъы Къыпчакъ) — исчезнувшее село в Белогорском районе Республики Крым (согласно административно-территориальному делению Украины — Автономной Республики Крым). Располагалось на северо-западе района, в степном Крыму, примерно в 1,5 км западнее современного села Тургенево.

## История
В доступных документах село Новый Кипчак (как и Старый Кипчак) впервые упоминается в Списке населённых пунктов Крымской АССР по Всесоюзной переписи 17 декабря 1926 года , согласно которому в селе Кипчак Новый, в составе упразднённого к 1940 году Чонгравского сельсовета Симферопольского района, числилось 24 двора, все крестьянские, население составляло 85 человек, из них 84 русских и 1 немец. Постановлением КрымЦИКа от 15 сентября 1930 года был создан Биюк-Онларский район, теперь как немецкий национальный (указом Президиума Верховного Совета РСФСР № 621/6 от 14 декабря 1944 года переименованный в Октябрьский), в который включили село.
В 1944 году, после освобождения Крыма от фашистов, 12 августа было принято постановление № ГОКО-6372с «О переселении колхозников в районы Крыма» и в сентябре 1944 года в район приехали первые новоселы (212 семей) из Ростовской, Киевской и Тамбовской областей, а в начале 1950-х годов последовала вторая волна переселенцев из различных областей Украины. С 25 июня 1946 года селение в составе Крымской области РСФСР. Указом Президиума Верховного Совета РСФСР от 18 мая 1948 года, Новый Кипчак переименовали в Чикаренко в честь участника обороны Севастополя, местного уроженца, краснофлотца Александра Чикаренко, подорвавшего себя со складом боеприпасов. 26 апреля 1954 года Крымская область была передана из состава РСФСР в состав УССР. Время включения в Колодезянский сельсовет пока не установлено: на 15 июня 1960 года село уже числилось в его составе.
Указом Президиума Верховного Совета УССР «Об укрупнении сельских районов Крымской области», от 30 декабря 1962 года Октябрьский район упразднили и Тургенево присоединили к Бахчисарайскому району, а с 1 января 1965 года, указом Президиума ВС УССР «О внесении изменений в административное районирование УССР — по Крымской области», включили в состав Белогорского. Упразднено решением Крымского облисполкома от 16 сентября 1986 года.